# 克丽丝滕·福克纳
克丽丝滕·福克纳（英語：Kristen Faulkner，1992年12月18日—），美国女子自行车运动员，2023年泛美运动会女子个人计时赛金牌得主、2024年夏季奥林匹克运动会女子公路赛金牌得主。